# أي آر أي مورينو

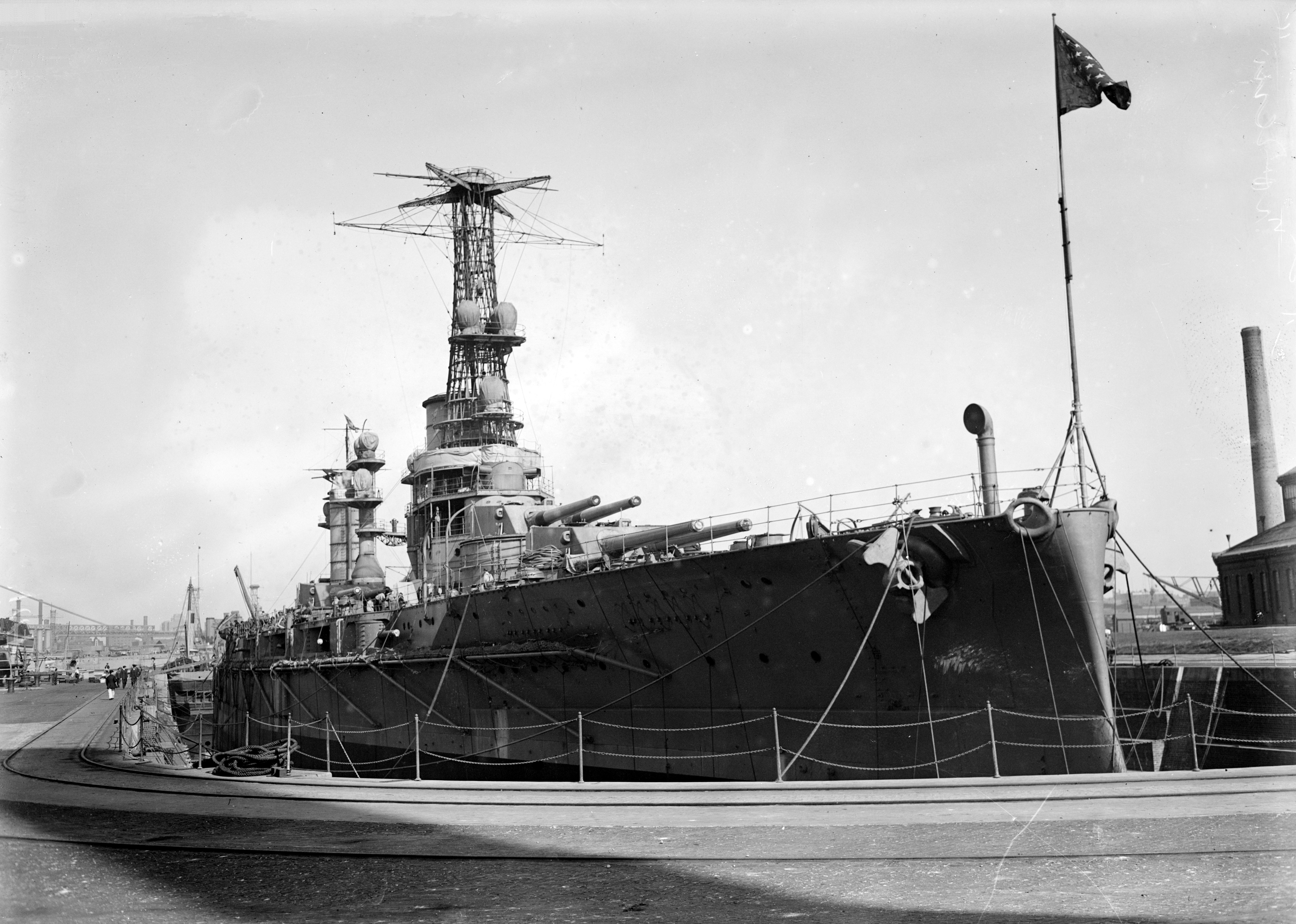
سفينة أي آر أي مورينو

أي آر أي مورينو هي مدرعة بحرية صممت من قبل شركة البناء النهرية الأمريكية لصالح الجيش الأرجنتيني (ارمادا دي لا ريبيبليكا أرجنتينا)
وقد سميت نسبة إلى ماريانو مورينو، الشخص الرئيسي في الحكومة الأولى المستقلة في الأرجنتين.
النسخة الأولى من المدرعة (بريميرا جونتا)، واما مورينو كانت النسخة الثانية من المدرعة من نوع ريفاديفا، والنسخة الرابعة بنيت خلال سباق بناء المدرعات في أمريكيا الجنوبية.
حيث أن الأرجنتين بدأت اوامر بناء المدرعة «مورينو» واختها الوحيدة «ريفاديفا» كرد على برنامج البحرية البرازريلية. طوال فترة البناء، صاحبت الاشاعات كلا من المدرعتين بأنهما سيبنيان من اجل بيعهما لدولة مشتركة في الحرب العالمية الاولى، ولكن هذه الاشاعات اثبت انها كانت خاطئة. بعدما انتهى بناء المدرعة «مورينو» في مارس 1915، العديد من المشاكل بالمحركات حدثت خلال دورات التجربة البحرية مما أدى إلى تأخير التسليم إلى الأرجنتين لغاية مايو 1915. العقد التالي شهد المدرعة المستقرة في «بيرتو بيلجرانو» كجزء من القسم الأول للبحرية الأرجنتينة قبل أن تُبحر إلى الولايات المتحدة لعملية تجديد واسعة النطاق خلال عامي (1924-1925). خلال فترة الثلاثينيات رافقت المدرعة بعض الرحلات البحرية الدبلوماسية إلى البرازيل، الاورغواي، وأوروبا إلى أن اندلعت الحرب العالمية الثانية. خلال هذه الفترة كانت المدرعة «مورينو» لا تقدم أي شيء بحكم محايدة الأرجنتين لجميع الأطراف. اخرجت المدرعة مورينو من الخدمة عام 1949، وقد شطبت من القوائم بداية العام 1957 في اليابان